# Vakhtang III di Georgia
Vakhtang III Bagration (in georgiano ვახტანგ III?, Vakhtang III; 1276 – 1308) fu re della Georgia dal 1302 fino alla sua morte. Condivise il potere sulla parte orientale del paese con il fratello e rivale Davide VIII.

## Biografia
Figlio di Demetrio II il Devoto e della sua moglie trapezuntina, Vakhtang III fu nominato dall'ilkhan Ghazan nel 1302, come regnante rivale del fratello Davide VIII, il quale si era ribellato contro i mongoli. Vakhtang, tuttavia, arrivò a controllare solo la capitale Tbilisi e singole province sud-orientali del Regno. Dopo un'offensiva infruttuosa contro la guerriglia di Davide VIII, i fratelli si accordarono per regnare congiuntamente. Ciononostante, Vakhtang III fu destinato a spendere la maggior parte del suo tempo come comandante degli ausiliari georgiani ed armeni nelle campagne militari mongole, in particolare contro Damasco (1303) e Gilan (1304). Vakhtang morì nel 1308.

## Famiglia
La sposa di Vakhtang III si chiamava Ripsime. Le Cronache georgiane del XVIII secolo menzionano la moglie come appartenente alla famiglia degli Shaburidze. Da questo matrimonio nacquero due figli: Demetrio, che governò Dmanisi; e Giorgio, che governò Samshvilde.

## Ascendenza
|                         |                         |                   | Genitori |  |  | Nonni |  |  | Bisnonni              |  |  | Trisnonni      |  |
|                         |                         |                   |          |  |  |       |  |  | Giorgio IV di Georgia |  |  | Davide Soslani |  |
|                         |                         |                   |          |  |  |       |  |  | Giorgio IV di Georgia |  |  | Davide Soslani |  |
|                         |                         | Tamara di Georgia |          |  |  |       |  |  | Giorgio IV di Georgia |  |  |                |  |
| Davide VII di Georgia   |                         |                   |          |  |  |       |  |  | Giorgio IV di Georgia |  |  |                |  |
|                         |                         | …                 | …        |  |  |       |  |  |                       |  |  |                |  |
|                         |                         | …                 | …        |  |  |       |  |  |                       |  |  |                |  |
|                         |                         | …                 | …        |  |  |       |  |  |                       |  |  |                |  |
| Demetrio II di Georgia  |                         | …                 |          |  |  |       |  |  |                       |  |  |                |  |
|                         |                         | …                 | …        |  |  |       |  |  |                       |  |  |                |  |
|                         |                         | …                 | …        |  |  |       |  |  |                       |  |  |                |  |
|                         |                         | …                 | …        |  |  |       |  |  |                       |  |  |                |  |
| Gvantsa Kakhaberidze    |                         | …                 |          |  |  |       |  |  |                       |  |  |                |  |
|                         |                         | …                 | …        |  |  |       |  |  |                       |  |  |                |  |
|                         |                         | …                 | …        |  |  |       |  |  |                       |  |  |                |  |
|                         |                         | …                 | …        |  |  |       |  |  |                       |  |  |                |  |
| Vakhtang III di Georgia |                         | …                 |          |  |  |       |  |  |                       |  |  |                |  |
|                         | Alessio I di Trebisonda | Manuele Comneno   |          |  |  |       |  |  |                       |  |  |                |  |
|                         | Alessio I di Trebisonda | Manuele Comneno   |          |  |  |       |  |  |                       |  |  |                |  |
|                         | Alessio I di Trebisonda | Rusudan           |          |  |  |       |  |  |                       |  |  |                |  |
| Manuele I di Trebisonda | Alessio I di Trebisonda |                   |          |  |  |       |  |  |                       |  |  |                |  |
|                         |                         | Teodora Axuchina  | …        |  |  |       |  |  |                       |  |  |                |  |
|                         |                         | Teodora Axuchina  | …        |  |  |       |  |  |                       |  |  |                |  |
|                         |                         | Teodora Axuchina  | …        |  |  |       |  |  |                       |  |  |                |  |
| Teodora di Trebisonda   |                         | Teodora Axuchina  |          |  |  |       |  |  |                       |  |  |                |  |
|                         |                         | …                 | …        |  |  |       |  |  |                       |  |  |                |  |
|                         |                         | …                 | …        |  |  |       |  |  |                       |  |  |                |  |
|                         |                         | …                 | …        |  |  |       |  |  |                       |  |  |                |  |
| Irene Siricena          |                         | …                 |          |  |  |       |  |  |                       |  |  |                |  |
|                         |                         | …                 | …        |  |  |       |  |  |                       |  |  |                |  |
|                         |                         | …                 | …        |  |  |       |  |  |                       |  |  |                |  |
|                         |                         | …                 | …        |  |  |       |  |  |                       |  |  |                |  |
|                         |                         | …                 |          |  |  |       |  |  |                       |  |  |                |  |